# Pokémon Dash
Pokémon Dash (jap. ポケモンダッシュ Pokemon Dasshu) – komputerowa gra wyścigowa oparta na popularnej serii gier i filmów Pokémon, wyprodukowana i wydana w 2004 roku przez Nintendo. Polega ona na wyścigach stworów zwanych Pokémonami po specjalnie przygotowanych trasach, na których nie brakuje przeszkód. Gracz przejmuje kontrolę nad Pikachu, którym kieruje za pomocą rysika. Gra prezentowana jest w widoku z góry i nie ma jednoznacznie wyznaczonej trasy.